# Directoratul Național de Securitate Cibernetică
| Prezentare generală | Prezentare generală                             |
| ------------------- | ----------------------------------------------- |
| Format              | 24 Septembrie 2021                              |
| Precedent           | CERT-RO                                         |
| Centru operațional  | Strada Italiana, Numarul 22, Bucuresti, Romania |
| Angajați            | 143 (2023)                                      |
| Buget anual         | 2022; 2021                                      |
| Director executiv   | Dan Cimpean, Director                           |
| Website             | https://dnsc.ro/                                |

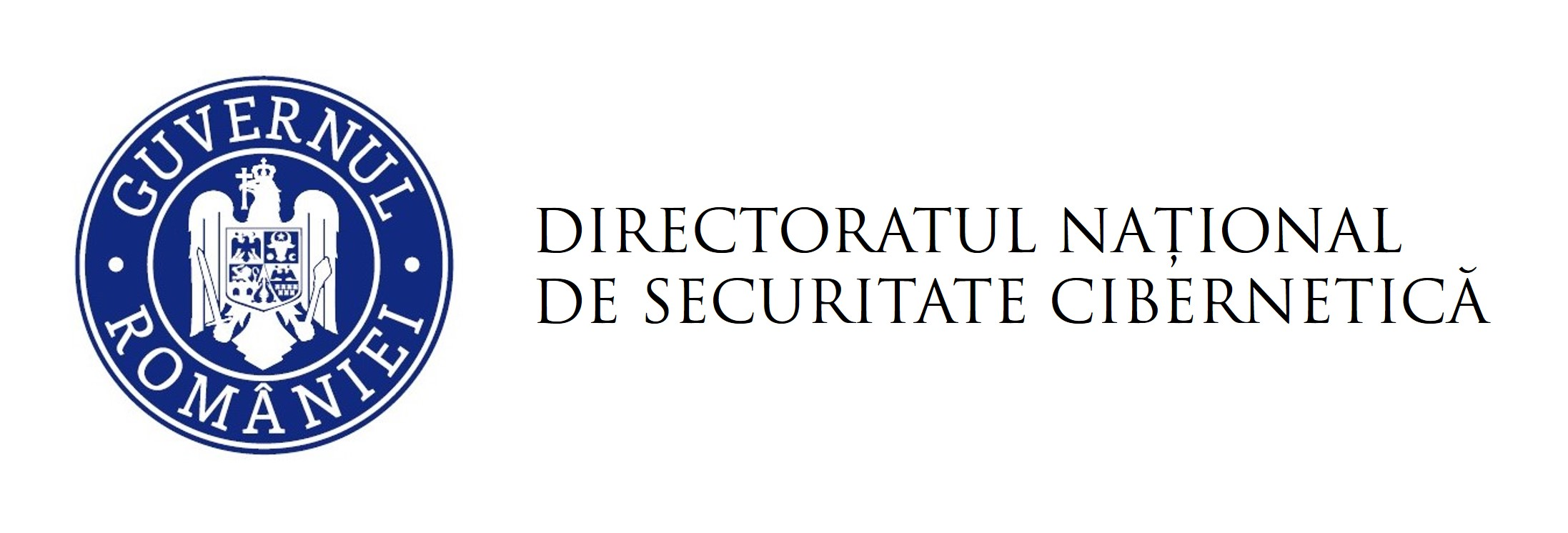
Logo-ul Directoratului Național de Securitate Cibernetică

Directoratul Național de Securitate Cibernetică (DNSC)  este instituția din  România dedicată securității cibernetice, având misiunea de a proteja infrastructurile critice ale națiunii în spațiul virtual. Fondat prin Ordonanța de Urgență nr. 104/2021, în subordinea Guvernului și în coordonarea Prim-ministrului, cu personalitate juridică, finanțat integral din bugetul de stat, prin bugetul Secretariatului General al Guvernului.  DNSC a succedat Centrului Național de Răspuns la Incidente de Securitate Cibernetică (CERT-RO)., consolidând astfel capacitatea țării de a gestiona incidentele de securitate cibernetică și de a promova o cultură solidă a securității informației.

## Misiune și obiective
DNSC are ca obiective principale asigurarea securității, confidențialității, integrității și disponibilității în spațiul cibernetic național, elaborarea și implementarea de strategii, politici și reglementări relevante, promovarea colaborării naționale și internaționale, evaluarea impactului noilor tehnologii asupra securității cibernetice, și dezvoltarea de programe de instruire și certificare în domeniu
DNSC are calitatea de membru permanent în Consiliul Operativ de Securitate Cibernetică si  colaborează strâns cu o varietate de instituții naționale, membre ale Consiliului Operativ de Securitate Cibernetică (COSC) , inclusiv Serviciul Român de Informații, Ministerul Apărării Naționale, Ministerul Afacerilor Interne, Serviciul de Informații Externe, Serviciul de Telecomunicații Speciale, Serviciul de Protecție și Pază, și Administrația Prezidențială, pentru a asigura o abordare unitară și eficace împotriva amenințărilor cibernetice

## Provocări și evenimente
În contextul tensiunilor geopolitice și al conflictului din Ucraina, România, similar altor țări, a înregistrat o creștere semnificativă a atacurilor cibernetice. Chiar site-ul  DNSC a fost vizat de atacuri,  site-ul Directoratului Național pentru Securitate Cibernetică (DNSC) a fost atacat, cu o pondere de circa 18.000 de accesări pe secundă, evidențiind riscurile crescute în perioada conflictului. 

## Strategii și răspunsuri
DNSC a investigat incidente de securitate informatică, cum a fost atacul informatic din februarie 2024 la adresa mai multor spitale din țară